# Tricyphona (Tricyphona) tachulanica
Tricyphona (Tricyphona) tachulanica is een tweevleugelige uit de familie Pediciidae. De soort komt voor in het Oriëntaals gebied.